# Культурний капітал

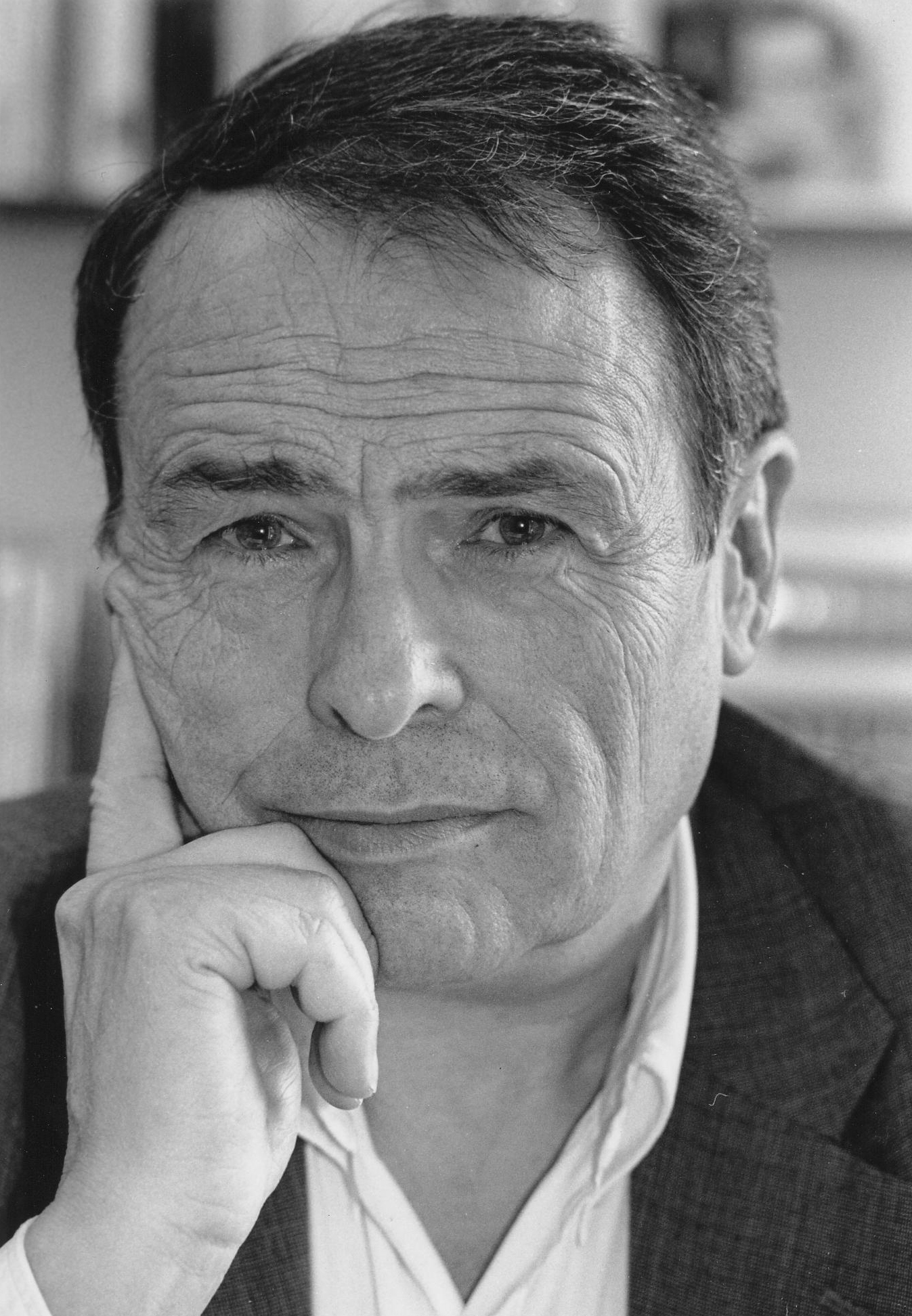
П'єр Бурдьє

Культурний капітал — це сукупність нематеріальних ресурсів, таких як освіта, знання, навички, соціальні зв'язки та культурні практики, які впливають на соціальну мобільність та успіх у суспільстві. Термін увів французький соціолог П'єр Бурдьє у 1980-х роках.

## Історія
Концепція культурного капіталу була вперше запропонована П'єром Бурдьє у його статті «Форми капіталу» (1986). Бурдьє визначав три основні форми капіталу:
- економічний (матеріальні ресурси, гроші);
- соціальний (зв'язки та відносини між людьми);
- культурний (знання, навички, освіта).

Ця ідея швидко набула популярності в соціології, особливо у дослідженнях нерівності та освіти.

## Етимологія
Термін «капітал» традиційно використовується в економіці для позначення ресурсів, що сприяють отриманню вигоди. Поєднання його з поняттям «культурний» підкреслює, що освіта, знання та культурні практики також можуть бути інвестицією, яка приносить соціальні чи економічні переваги.

## Автори
Основними дослідниками культурного капіталу є:
- П'єр Бурдьє — французький соціолог, який сформулював концепцію.
- Джеймс Коулман — досліджував культурний капітал у контексті освіти.
- Енн Свідлер — розглянула культурний капітал у повсякденних практиках.

## Сутність культурного капіталу
Бурдьє визначав три форми культурного капіталу:

### Інкорпорований культурний капітал
Це знання, навички та компетенції, які людина набуває протягом життя. Він не передається безпосередньо, а вимагає часу та зусиль для набуття (наприклад, володіння мовами, знання мистецтва, стиль спілкування).

### Об'єктивований культурний капітал
Це матеріальні об'єкти культури: книги, картини, музичні інструменти, які мають культурну цінність. Наприклад, володіння бібліотекою або колекцією мистецтва є частиною культурного капіталу.

### Інституціоналізований культурний капітал
Це освітні кваліфікації та дипломи, які офіційно засвідчують культурні знання та компетентність людини.

## Сучасне використання
Концепція культурного капіталу широко застосовується в різних сферах:

### Освіта
У навчальних закладах культурний капітал відіграє важливу роль у визначенні академічного успіху студентів. Учні з більш розвиненим культурним капіталом (наприклад, підтримка сім'ї, наявність книг у домі) мають вищі шанси на успіх.

### Соціологія та економіка
Дослідження показують, що культурний капітал впливає на кар'єрне зростання та соціальний статус особистості. Люди з вищим рівнем культурного капіталу зазвичай мають кращі можливості для працевлаштування.

### Бізнес та кроскультурний менеджмент
У міжнародному бізнесі розуміння культурного капіталу допомагає адаптувати стратегії управління та комунікації. Менеджери, які володіють знаннями про культурні особливості різних країн, більш ефективно працюють у глобальному середовищі.